# 1999 (canção)
"1999" é uma canção da cantora britânica Charli XCX com o cantor australiano Troye Sivan, lançada em 5 de outubro de 2018 como primeiro single do álbum Charli (2019).

## Antecedentes e composição
A letra da música contém referências nostálgicas referentes ao ano titular, juntamente com uma batida pesada, "baixo felpudo e agressivo como uma serra, assim como um teclado com um som Eurodance". Sasha Geffen, da Pitchfork, afirmou que a faixa está "mais preocupada com o ato da recordação do que com as especificidades do ano a que se refere o título da mesma" e "se encaixa ao lado das demais músicas pop elegantes e prospectivas de Charli XCX".

## Promoção
Charli XCX e Sivan compartilharam uma troca "enigmática" no Twitter antes de compartilharem a capa do single e o título do mesmo.

## Vídeo musical
O videoclipe foi lançado em 11 de outubro de 2018 e apresenta Sivan e Charli XCX em várias homenagens à cultura pop dos últimos anos da década de 1990 e primeiros anos da década de 2000. Em algumas das cenas do videoclipe, foi utilizada a tecnologia deepfake.

## Certificações
| Região | Certificação | Vendas/distribuição |
| --- | ------------ | ------------------- |
| Austrália (ARIA) | 2× Platina   | 140.000^            |
| Reino Unido (BPI) | Ouro         | 400.000‡            |
| *vendas baseadas apenas na certificação ^distribuições baseadas apenas na certificação ‡vendas+valores de streaming baseados apenas na certificação |              |                     |